# سید کودک دانشمند
سید کودک دانشمند (به انگلیسی: Sid the Science Kid) یا سید کودک دانشمند جیم هنسن، سریال تلویزیونی کودکانهٔ آموزشی تهیه‌شده توسط شرکت جیم هنسن با همکاری پی‌بی‌اس می‌باشد که از ۱ سپتامبر سال ۲۰۰۸ تا ۱۵ نوامبر سال ۲۰۱۲ در پی‌بی‌اس کیدز در حال پخش می‌بود.